# Аткинс, Генри Эрнест
Генри Эрнест Аткинс (англ. Henry Ernest Atkins; 20 августа 1872, Лестер — 31 января 1955, Хаддерсфилд) — английский шахматист; международный мастер (1950). Учитель. 
Первого успеха добился на побочном турнире в Гастингсе (1895) — 2-3-е мест (за Г. Мароци). В 1899 на турнире в Амстердаме — 1-е место (15 очков из 15). В 1902 на турнире в Ганновере — 3-е место (за Д. Яновским и Г. Пильсбери); 9-кратный чемпион Великобритании (1905—1911, 1924, 1925); участник ряда матчей Великобритания — США по телеграфу (1896—1911). В 1912 выиграл матч у Ф. Ейтса — 3 : 0. В составе команды Великобритании участник Олимпиад 1927 и 1937.
У Аткинса были все данные для того, чтобы стать гроссмейстером, а может быть и чемпионом мира...Эм. Ласкер
Аткинс, однако, редко выступал в крупных международных турнирах в связи с занятостью по основной работе.